# Trattato di Torino (1703)
il trattato di Torino del 1703 sancì il rinnovato rientro del Piemonte nell'alleanza contro Luigi XIV di Francia.

## Antefatti
Il precedente trattato di Torino del 1696 aveva costretto il duca Vittorio Amedeo II di Savoia a desistere dai suoi piani offensivi contro la Francia del Re Sole, facendo passare il piccolo stato sabaudo nella coalizione francese.
Ma il tempo era ormai maturo per un nuovo voltafaccia del duca di Savoia: Vittorio Amedeo II si recò a Venezia per incontrare gli emissari dell'imperatore Leopoldo I e per far circolare la voce di un suo possibile ritorno nella guerra di successione spagnola al fianco degli imperiali. L'imperatore Leopoldo fece comunicare al duca la sua più totale gioia nella notizia del suo ritorno in guerra sotto le sue bandiere e, nonostante la fitta rete di spie francesi presenti in tutta Italia avesse già informato Luigi XIV della mossa del Savoia, imperiali e piemontesi giunsero a patti.

## Trattato di Torino
Luigi XIV era fortemente preoccupato per come le cose stavano mutando a suo sfavore. Mandò emissari a Vittorio Amedeo II affinché lo convincessero con le buone a rimanere dalla sua parte. Luigi offriva il controllo del milanese e del Monferrato ai piemontesi, in cambio di Nizza e Savoia. Ma Vittorio Amedeo aveva già deciso e non si sarebbe piegato davanti alle richieste sempre più pressanti del re francese, che aveva ordinato ai suoi generali di invadere il Piemonte per mettere fine alla situazione.
L'8 novembre 1703 Leopoldo I d'Asburgo e Vittorio Amedeo II di Savoia si scambiarono reciproca alleanza. Il Piemonte, in base a tale trattato, riceveva il controllo a fine guerra della Valsesia, del Monferrato, di Valenza, di Alessandria e della Lomellina. Altri articoli prevedevano la cessione a Vittorio Amedeo di vari territori nel Delfinato e del Novarese.